# 항따와디 왕국
항따와디 왕국(언어 오류(mnw): ဍုၚ် ဟံသာဝတဳ 헝사워디[hɔŋsawətɔe], 버마어: ဟံသာဝတီ နေပြည်တော် 항따와띠 네삐떠) 또는 페구 왕조는 1287년부터 1539년까지, 1550년부터 1552년까지 미얀마를 통치한 왕국이다. 몬족 왕국은 1287년 수코타이 왕국과 몽골 원나라의 명목상의 속국으로서 바간 왕국의 붕괴 이후 와레루 왕에 의해 라마사데사로 설립되었다. 1330년에 수코타이 왕국은 공식적으로 독립했지만, 이라와디 삼각주, 버고, 무떠마 3개의 주요 지역 세력 중심지들로 이루어진 느슨한 연방으로 남아있었다. 그곳의 왕들은 신하들에 대한 권한이 거의 또는 전혀 없었다. 무떠마는 1363년부터 1388년까지 공공연히 반란을 일으켰다.

## 역사

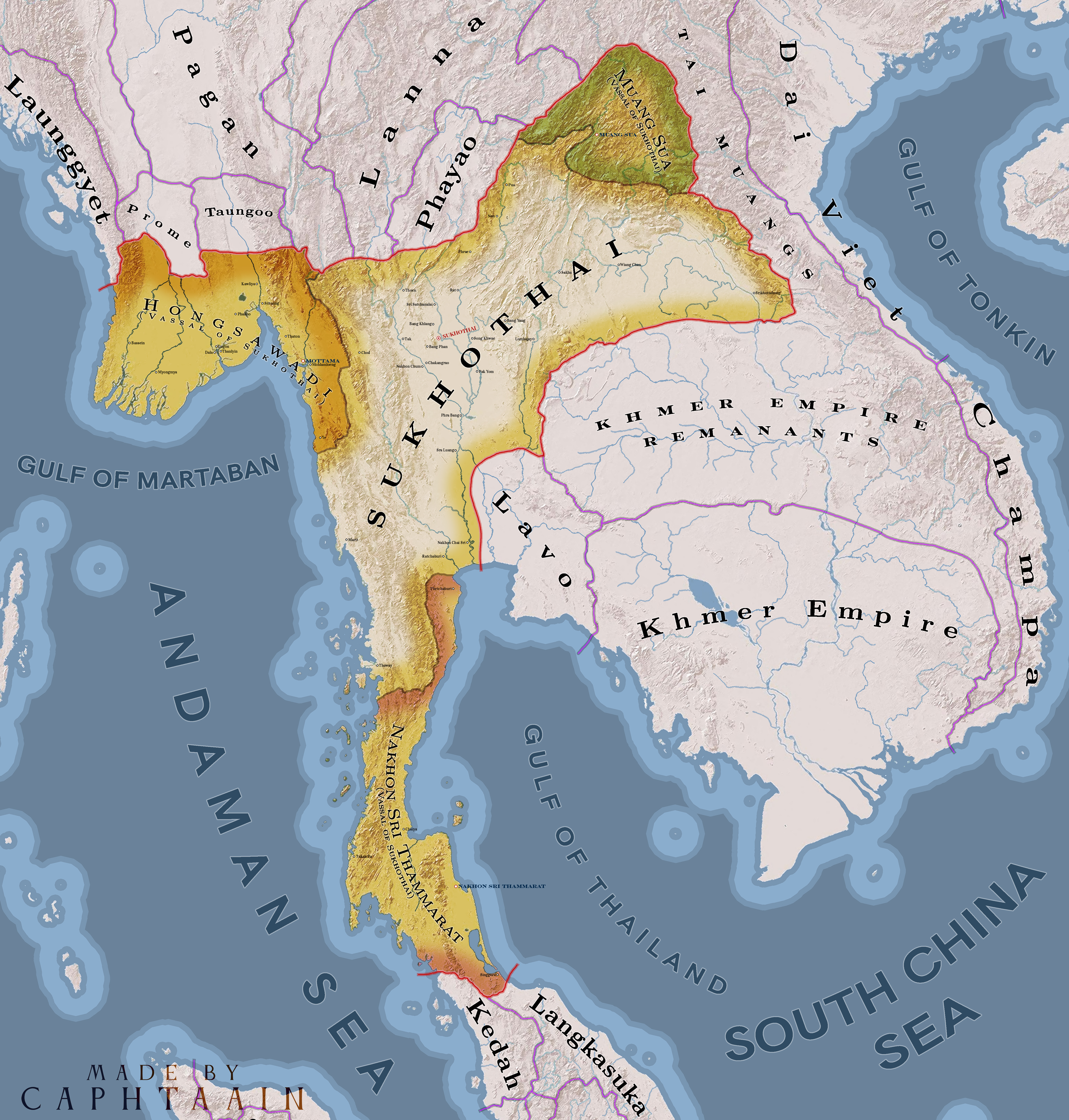
1293년 수코타이 왕국의 봉신으로서 항사워디 왕국 (홍사와디)

라자다리트 왕 (재위: 1384년~1421년)의 활기찬 통치는 왕국의 존재를 굳건히 했다. 라자다리트은 몬어를 사용하는 세 지역을 확고히 통합했다. 40년 전쟁 (1385년~1424년)에서 북부 버마어를 사용하는 잉와 왕국을 성공적으로 막아냈고, 이 과정에서 서부 여카잉 왕국은 1413년부터 1421년까지의 지류가 되었다. 전쟁은 교착상태로 끝났지만, 잉와가 마침내 이교도 제국을 회복하려는 꿈을 포기하면서 항따와디의 승리였다. 전쟁이 끝난 후 몇 년 동안 버고는 가끔 잉와의 남부 속주인 프롬과 따웅우의 반란을 도왔지만, 전면전에 돌입하는 것을 조심스레 피했다.
전쟁 후, 항따와디는 황금기에 접어들었고, 경쟁자인 잉와는 점차 쇠퇴했다. 1420년대부터 1530년대까지, 항따와디는 후기 바간 왕국들 중 가장 강력하고 번영한 왕국이었다. 빈냐란 1세, 신소부, 담마세디, 빈냐란 2세 등 특히 재능 있는 군주들의 통치하에서 왕국은 오랜 황금기를 누렸고, 외국 무역으로부터 이익을 얻었다. 그곳의 상인들은 인도양을 건너 온 무역업자들과 교역했고, 금과 은, 비단, 향신료, 그리고 다른 모든 현대 무역품들로 왕의 재고를 채웠다. 이 왕국은 또한 상좌부 불교의 유명한 중심지가 되었다. 그것은 스리랑카와 강한 관계를 맺었고 후에 스리랑카 전역으로 확산된 개혁을 장려했다.
강력한 왕국의 종말이 갑자기 다가왔다. 1534년 이후, 이곳은 상미얀마로부터 따웅우 왕조의 지속적인 습격을 받았다. 따까윳피 국왕은 떠빈슈웨티 국왕과 그의 부사령관인 바인나웅이 이끄는 훨씬 더 작은 따웅우에 맞서 왕국의 더 많은 자원과 인력을 조달할 수 없었다. 따웅우는 바고와 이라와디 삼각주를 1538년에서 159년 사이에 점령했고, 1541년에는 무떠마를 점령했다. 1550년 떠빈슈웨티가 암살당하자 왕국은 잠시 부활하였다. 그러나 "왕국"은 버고 시 외곽으로 크게 확장되지 않았다. 1552년 3월, 바인나웅은 빠르게 반란을 진압했다.
따웅우 왕들이 18세기 중반까지 하미얀마 전체를 잘 통치했지만, 한타와디의 황금기는 하미얀마의 몬족들에게 애틋하게 기억되었다. 1740년, 그들은 약해진 따웅우 왕조를 상대로 반란을 일으켰고, 복원된 항따와디 왕국을 세웠다.

## 같이 보기
- 미얀마의 군주